# Xã High Prairie, Quận Leavenworth, Kansas
Xã High Prairie (tiếng Anh: High Prairie Township) là một xã thuộc quận Leavenworth, tiểu bang Kansas, Hoa Kỳ. Năm 2010, dân số của xã này là 2.002 người.